# Gabrio Avanzati
Gabrio Avanzati (Siena, 30 marzo 1946 – Siena, 12 maggio 2002) è stato un politico italiano.

## Biografia
Gabrio Avanzati, figlio di Fortunato, nacque a Siena il 30 marzo 1946. Dopo aver concluso le scuole superiori nel 1965, collaborò con il movimento dei Proletari in divisa e nello stesso anno si scrisse alla facoltà di matematica e fisica dell'Università di Pisa  e si laureò nel giugno del 1973.
Iscritto alla Federazione Giovanile Comunisti Italiani (FGCI) già dalle scuole superiori, vi operò a livello nazionale, ottenendo cariche dirigenziali fino al periodo universitario, quando entrato in contatto con gruppi di discussione politica, si avvicinò ai partiti della sinistra extraparlamentare, lasciando definitivamente la FGCI. Appena laureato, grazie a una borsa di studio del Conseil Européen pour la Recherche Nucléaire (CERN) si trasferì a Ginevra.
Tornato in Italia, cominciò la sua carriera di professore di fisica negli Istituti tecnici statali dell'area senese. In quegli stessi anni partecipò attivamente all'Associazione Soccorso Rosso e nel 1975 s'iscrisse al Partito di Unità Proletaria (PdUP); nel 1976 partecipò alla costituzione di Democrazia Proletaria e vi rimase fino allo scioglimento e all'ingresso nel Partito della Rifondazione Comunista nel 1991. All'interno di questi partiti ricoprì varie cariche: nel 1977 fu nel Comitato esecutivo del PdUP, nel triennio 1978-1980 nel Direttivo regionale di Democrazia Proletaria, tra il 1982-1984 nella commissione scuola regionale dello stesso movimento politico. A Siena aderì alla costituzione del Movimento inquilini-Cento idee per la pace e al Movimento di obiezione di coscienza alle spese militari, oltre a portare avanti fino al 2000 la professione d'insegnante presso l'Istituto tecnico industriale statale T. Sarrocchi di Siena, contribuendo tra l'altro alla costituzione della sezione del Liceo scientifico-tecnologico. Il suo impegno politico lo portò a entrare nella Direzione nazionale del Partito della Rifondazione Comunista, per il quale inoltre fu consigliere comunale a Siena nel 1995 e in seguito nel 2001. Pur essendo gravemente malato rimase in carica quasi fino alla morte, avvenuta il 12 maggio 2002.

## Opere
- Rovesciamo la piramide: discorsi al consiglio comunale di Siena e altri interventi 1987-2002, Milano 2007.

## Archivio
Il fondo Gabrio Avanzati è stato donato dagli eredi nel 2003 all'Archivio Storico del Movimento Operaio Democratico Senese (ASMOS) dove è attualmente consultabile e consta di materiale vario (corrispondenza, manoscritti, diari, raccolte di materiale bibliografico) e la sua biblioteca personale (circa 1500 testi) per un periodo che va dalla metà all'ultimo quarto del Novecento.